# Дом Вичеревина
Дом Вичеревина — историческое здание XIX века в Минске, памятник архитектуры (номер 711Е000001). Расположен по адресу: Комсомольская улица, дом 11 (угол с Революционной улицей, дом 7).

## История
Первые деревянные здания на крупном участке на углу Койдановской и Фелицианской улиц появились в самом начале XIX века. За первую половину XIX века сформировался целый комплекс зданий, в основном двухэтажный, в стиле классицизма. Дома сильно пострадали при большом пожаре Минска 1881 года. После пожара они были восстановлены, на месте сгоревших отстроены новые строения. В конце XIX века комплекс принадлежал купцу Иоселю Сролевичу Вичеревину. Около 1900 года владение перешло к мещанину Давиду Файбишевичу Генделю, при нём произошла реконструкция строений и надстройка третьим этажом. По состоянию на 1909 год дома принадлежали мещанам Рубинштейнам. Первый этаж в это время был отдан под размещение множества магазинов, а второй и третий этажи были жилыми. После национализации 1920 года функция здания не изменилась. К концу XX века здания были заняты различными организациями.

## Архитектура
Здание построено в стиле эклектики с элементами классицизма и ампира. Состоит из трёх разновысоких знаний, вплотную примыкающих друг к другу, все они трёхэтажные. Композиция фасадов сложная, несимметричная. Поверхности стен более высокого дома декорированы карнизными поясами. Оконные проёмы второго этажа украшены наличниками, а на третьем этаже между оконными проёмами размещаются декоративные розетки. Вход в здание украшен чугунным козырьком с ажурными литыми консолями. Более низкие корпуса декорированы более скромно. На втором этаже расположены полуциркульные балконы, обрамлённые колонками с капителями.